# Alessandro De Angelis (giornalista)
Alessandro De Angelis (L'Aquila, 18 marzo 1976) è un giornalista, conduttore televisivo e autore televisivo italiano.

## Biografia
Laureato cum laude in storia contemporanea all'Università di Bologna, inizia la sua carriera scrivendo per Il Messaggero, dove tiene una rubrica giornaliera. Nel 2007 passa al quotidiano Il Riformista, con cui collaborerà fino alla chiusura nel 2012.
Conclusa l'esperienza con Il Riformista, partecipa alla fondazione della versione italiana dell'Huffington Post, in cui assume la carica di vicedirettore. Nel settembre 2017 viene promosso vicedirettore ad personam della testata.
Ha curato la rubrica Nazareno Renzoni per il programma televisivo Servizio pubblico, condotto da Michele Santoro su LA7.
È stato autore di Mezz'ora in più, programma di attualità in onda su Rai 3, condotto da Lucia Annunziata. Attualmente è ospite fisso di Otto e mezzo e Piazzapulita su LA7.
Nell’agosto 2022 conduce con Paolo Celata il programma TV “Corsa al voto” su LA7.
Dal 2024 cura la rubrica “I Fatti della Settimana” per Tagadà, su La7, in onda ogni venerdì alle 17.00. Da dicembre 2024 è una firma de La Stampa. 

## Vita privata
È sentimentalmente legato ad Anna Maria Bernini, esponente di Forza Italia.

## Programmi televisivi
- Corsa al voto (LA7, 2022) Conduttore

## Opere
- I comunisti ed il partito, Carrocci Editore, 2002;
- La volta buona. L'ascesa di Renzi a Palazzo Chigi, Editori Riuniti, 2014 (con Mario Lavia, Angela Mauro ed Ettore Maria Colombo)